# یواس‌اس چروکی (ای‌تی-۶۶)
یواس‌اس چروکی (ای‌تی-۶۶) (به انگلیسی: USS Cherokee (AT-66)) یک کشتی بود که طول آن ۲۰۵ فوت (۶۲ متر) بود. این کشتی در سال ۱۹۳۹ ساخته شد.